# Вальдес, Рамон Максимилиано
Рамон Максимилиано Вальдес Арсе (исп. Ramón Maximiliano Valdés Arce, 13 октября 1867 — 3 июня 1918) — колумбийский и панамский писатель, музыкант и государственный деятель, президент Панамы (1916—1918).

## Биография
Родился в 1867 году в Пенономе. Окончил школу в родном городе, затем получил степень доктора права и политических наук в Картахене. Помимо родного испанского знал также английский, французский и итальянский языки. В 1898 году написал «Географию Панамы».
Был членом Ассамблеи Департамента Панама, мэром Колона. Во время Тысячедневной войны был секретарём генерала Карлоса Альбана. После образования независимой Панамы стал в 1908 году секретарём правительства, представлял страну в Вашингтоне, Лондоне и в Международном суде в Гааге.
В 1916 году был избран президентом Панамы. Во время его президентства Панама вступила в Первую мировую войну вместе с США, и находившиеся в Панаме германские граждане были арестованы и высланы на остров Табога, а оттуда переправлены в США. В 1917 году учредил Панамский Красный Крест. Скончался в 1918 году, в середине своего президентского срока.